# Marinko Šarkezi
Marinko Šarkezi, slovenski nogometaš in trener, * 3. maj 1972, Murska Sobota.
Šarkezi je mladinsko kariero začel v klubu Pušča, kasneje je prestopil v Muro. Celotno člansko kariero je igral v slovenski ligi, za Muro, Beltince in Maribor. Prvotno je igral na položajih vezista in napadalca, večji del svoje kariere pa kot branilec, kamor ga je uvrstil trener Vojislav Simeunović v času igranja za Beltince. Skupno je v prvi slovenski ligi odigral 286 prvenstvenih tekem in dosegel 22 golov. Z Mariborom, za katerega je igral med letoma 1997 in 2004, je osvojil šest naslovov slovenskega državnega prvaka in dva pokalna naslova. Leta 1999 se je s klubom uvrstil v Ligo prvakov, kjer je zaigral kot prvi slovenski romski nogometaš. Večkrat je bil izbran za najboljšega romskega športnika leta v Sloveniji. Tekmovalno kariero je končal na prijateljski tekmi proti Arsenalu v starosti 32 let.
Po končani profesionalni karieri je dve sezoni odigral v avstrijski drugi ligi za UFC Jennersdorf, za tem še dve sezoni za slovenskega nižjeligaša NK Limbuš-Pekre. Med letoma 2016 in 2018 je deloval kot glavni trener ženskega kluba ŽNK Maribor, v letih 2018 in 2019 pa v klubu FC Bad Radkersburg. Leta 2018 je v romskem naselju Pušča, kjer je sam preživel otroštvo, organiziral nogometni tabor.

## Lovorike
Maribor
- Slovensko prvenstvo: 1997/98, 1998/99, 1999/2000, 2000/01, 2001/02, 2002/03
- Slovenski pokal: 1998/99, 2003/04